# ヤマイ醤油
ヤマイ醤油株式会社（ヤマイしょうゆ）は、兵庫県たつの市に本社を置く主に醤油を中心とする食品メーカーである。1903年創業。

## 会社概要
たつの市の名産として知られる、たまり醤油の製造元であり、同製品を主力商品として、他にもドライフルーツや業務用調味料なども扱っている。
同社のたまり醤油は財団法人日本醤油研究所が主催する「第26回全国醤油品評会」で農林水産大臣賞を受賞すると共に、京都、阪神、播州エリアでは、たまり醤油といえば、ヤマイと呼ばれるほどの知名度を持つ。